# كينيث أيكمن
كينيث أيكمن (بالسويدية: Kenneth Ekman)‏ هو لاعب هوكي الجليد سويدي، ولد في 5 مايو 1945 في Ljungby ‏ في السويد.

## وصلات خارجية
- كينيث أيكمن على موقع EliteProspects.com (الإنجليزية)
- كينيث أيكمن على موقع أوليمبيديا (الإنجليزية)
- كينيث أيكمن على موقع اللجنة الأولمبية السويدية (السويدية)